# Под чужим именем (фильм, 1985)
«Под чужим именем» (эст. Voora nime all) — советский телефильм 1985 года киностудии «Таллинфильм», впервые показан по Эстонскому телевидению 9 мая 1985 года — в День Победы.

## Сюжет
1944 год, в оккупированный немцами Таллин направлен советский разведчик эстонец Хэндрик Папалепа, служивший с начала войны в Красной Армии. Он выдаёт себя за своего погибшего одноклассника Мярта Куузика, который был сотрудником эстонской охранки и СС. Его задача — спасти архивные документы по истории Эстонии, которые немцы собираются уничтожить перед наступлением Красной Армией. На помощь ему приходит его прежняя школьная любовь Хели Метс, дочь архивариуса…

## В ролях
- Мадис Кальмет — Хэндрик Папалепа
- Рита Рятсепп — Хэли Метс
- Рейн Мальмстен — Эрвин Ролл
- Виктор Проскурин — офицер контрразведки
- Маргус Туулинг — офицер контрразведки
- Аго Роо — Юри Ролл
- Эльс-Реэт Химма — певица в ресторане
- Айво Палясмаа — Розен
- Ильмар Оялоо — Оттомар Метс
- Тоомас Отс — Март Куузик
- Игорь Светкин — Крауз
- Тыну Тохт — Мюллер
- Сийм Рулли — эпизод

## Фестивали и награды
- Всесоюзный фестиваль телевизионных фильмов (Киев, 1985) — премия и диплом жюри.
- Фестиваль дебютных фильмов (Таллин, 1985) — премия актёру Мадису Кальмету за лучшее исполнение.